# Parlants monolingües de català
Els parlants monolingües de català són aquells que només saben parlar i entendre el català. En l'actualitat, el nombre de parlants monolingües de català és merament testimonial.
Durant la primera meitat del segle xx i part de la segona, en tota l'àrea lingüística catalana no era difícil trobar persones, sobretot gent gran, que només sabien parlar i entendre el català o que només podien parlar o entendre altres idiomes amb molta dificultat i sovint amb necessitat de traducció. Tanmateix, factors com l'exclusió del català en les escoles, l'aparició de la ràdio i la televisió i la immigració van contribuir a un descens decisiu en la xifra de catalanoparlants monolingües. Al final del segle xx, trobar parlants monolingües de català en qualsevol racó dels Països Catalans era ja molt difícil.
Avui dia, es considera que la pràctica totalitat dels parlants adults de català són com a mínim bilingües, és a dir, usen el català a escala familiar o social, però també entenen i saben parlar a un nivell similar l'espanyol, el francès o l'italià, les tres llengües de substitució del català. Es poden trobar algunes excepcions, si més no parcials, en persones grans, sobretot en poblacions petites allunyades dels nuclis urbans i amb una forta preponderància del català. Un altre cas, per bé que de caràcter distint, seria el d'alguns nens la llengua materna dels quals és el català i que per circumstàncies familiars o de l'entorn tenen un contacte mínim amb altres idiomes. En aquests casos, es pot donar el fet que els individus arribin a l'adolescència sense saber parlar de manera fluida cap llengua que no sigui la catalana.
Un dels pocs casos de parlants monolingües documentats en època recent és el de Margalida Obrador, una dona nascuda el 1904 a Felanitx (Llevant), que va ingressar amb 33 anys en un convent de Palma com a monja de clausura, sense saber parlar altra llengua que el seu català matern, i fou així parlant monolingüe de català durant tota la vida.
Des del punt de vista de la lingüística, el fons de parlants monolingües de les llengües minoritzades, com el català, és un aspecte molt important quant a la seva conservació, ja que el fet que una llengua no disposi d'una generació de parlants monolingües és un factor que facilita la seva extinció a causa de la pèrdua d'utilitat.